# 耶辛斯基家族
耶辛斯基家族（匈牙利语:Jeszenszky或Jesensky）是匈牙利王国两个贵族的家名。虽然同姓，但两者并非同源。

## 小耶辛氏
基什耶辛，即小耶辛氏。发源于城堡勇士（中世纪匈牙利一种地主阶级）安德拉什·特梅德克。1255年受贝拉四世封于图列茨郡。此后该家族根据耶辛村（现斯洛伐克境内）的地名将姓氏改为耶辛。14世纪时始称基什耶辛。15世纪后开始使用其斯洛伐克化的姓氏“耶辛斯基”。

## 大耶辛氏
纳吉耶辛，即大耶辛氏。第一位载入史册的人物为马扎，1278年8月神圣罗马帝国奥、匈联军与波西米亚展开摩拉瓦河畔战役时他为神圣罗马帝国一侧服役并取得战绩。1278年封为贵族。

## 著名人物
1526年，拉迪斯拉夫·耶辛斯基阵亡于第一次摩哈赤战役，其家族产业全数为奥斯曼帝国没收。梅尔基奥、洛伦茨、巴尔塔萨三兄弟将家族迁至西里西亚。1541年以后，他们于弗罗茨瓦夫和希维德尼察定居。巴尔塔萨之子扬·耶辛斯基是一位著名的波西米亚政治家、科学家。
- 扬·耶辛斯基:波西米亚政治家、医师、哲学家。查理大学校长。大耶辛氏。
- 露杰娜·耶辛斯卡:捷克作家
- 密伦娜·耶辛斯卡:记者、译者。卡夫卡的助手和朋友。
- 费伦茨·耶辛斯基：匈牙利经济学家、曾任匈牙利央行主席。小耶辛氏。
- 盖佐·耶辛斯基:匈牙利政治家、1990年-1994年间任外长。大耶辛氏。
- 扬科·耶辛斯基:斯洛伐克政治家、诗人。